# Mitsou Jung
Mitsou Jung (* 15. Juni 1998 in München) ist eine deutsche Schauspielerin.

## Werdegang
Jung besuchte eine Grundschule in München-Schwabing und machte ihr Abitur am Rupprecht-Gymnasium.
Jung absolvierte im Jahr 2018 eine Schauspielerausbildung an der Schauspielerschule Zerboni in München. Seit 2019 spielt sie in der ARD-Fernsehserie von Hubert ohne Staller die Rolle der Polizeimeisterin Christina Bayer. In der Serie Gipfelstürmer – Das Berginternat des ZDF stellte sie von 2019 bis zur Einstellung der Serie 2020 die Beachvolleyballerin Katharina Limke dar.
Jung lebt in München.

## Filmografie (Auswahl)
- 2019–2020: Gipfelstürmer – Das Berginternat (Fernsehserie, 2 Folgen)
- seit 2019: Hubert ohne Staller (Fernsehserie)
- 2022: Ich dich auch! (Fernsehserie, 3 Folgen)
- 2022: Performer
- 2023: Weißt du noch
- 2023: Girl You Know It’s True
- 2024: Hubert ohne Staller – Dem Himmel ganz nah (Fernsehfilm)
- 2025: Inga Lindström – Das Flüstern der Pferde (Fernsehreihe)

## Sonstiges
Neben ihrer Tätigkeit als Schauspielerin modelt Jung gelegentlich.